# Festivali i Këngës 2020
La cinquantanovesima edizione del Festivali i Këngës si è svolto tra il 21 e il 23 dicembre 2020 presso la piazza Italia a Tirana e ha selezionato il rappresentante dell'Albania all'Eurovision Song Contest 2021.
La vincitrice è stata Anxhela Peristeri con Karma.

## Organizzazione
Dopo la cancellazione dell'Eurovision Song Contest 2020 a causa della pandemia di COVID-19, l'emittente albanese Radio Televizioni Shqiptar (RTSH) aveva confermato la sua presenza nell'edizione 2021, ospitata nuovamente dalla città olandese di Rotterdam, il 17 settembre 2020, annunciando inoltre l'organizzazione della 59ª edizione del Festivali i Këngës per selezionare il proprio rappresentante. Il 14 agosto 2020, l'emittente ha dato la possibilità agli aspiranti partecipanti di inviare i propri brani entro il 2 ottobre dello stesso anno.
I partecipanti ed i titoli dei loro brani sono stati annunciati il 28 ottobre 2020, mentre i brani sono stati pubblicati il 16 novembre successivo.

### Format
L'evento si è articolato in due semifinali e una finale che si sono tenute presso la Piazza Italia di Tirana, a differenza delle precedenti edizioni che si sono tenute presso il Palazzo dei Congressi.
I brani selezionati sono stati tutti eseguiti durante la prima serata, mentre nella seconda sono stati presentati in una versione acustica. La commissione musicale incaricata a slezionare i brani del festival è stata composta da Alma Bektashi, Jonida Maliqi, Agim Doçi, Klodian Qafoku ed Eugent Bushpepa.
Il punteggio è stato dato unicamente da una giuria di esperti composta da sette membri tra cui:
- Prec Zogaj, poeta:
- Rame Lahaj, tenore;
- Robert Radoja, paroliere e compositore;
- Vasil Tole; musicologo;
- Zana Shuteriqi, compositrice;
- Due membri dell'emittente RTSH.

## Partecipanti
La lista dei partecipanti in ordine alfabetico, annunciata dall'emittente il 28 ottobre 2020:
Qualche settimana prima delle semifinali, Manjola Nallbani ha annunciato di essere risultata positiva al COVID-19, annunciando però di non essersi ritirata dalla competizione. Tuttavia, poiché non è riuscita a prendere parte alle prove generali, l'artista è stata costretta a ritirarsi definitivamente.
| Artista           | Brano                | Musica (m) e testo (t)                                   |
| ----------------- | -------------------- | -------------------------------------------------------- |
| Agim Poshka       | Vendi im             | Agim Poshka (m & t)                                      |
| Anxhela Peristeri | Karma                | Kledi Bahiti (m) ed Olti Curri (t)                       |
| Devis Xherahu     | Peng                 | Devis Xherahu (m) e Pandi Laço (t)                       |
| Enxhi Nasufi      | Njësoj               | Boocky DJ (m) e Enxhi Nasufi (t)                         |
| Era Rusi          | Zjarri im            | Enis Mullaj (m), Eriona Rushiti (t) ed Era Rusi (t)      |
| Erikson Lloshi    | Jo                   | Enis Mullaj (m) e Endrit Mumajesi (t)                    |
| Evi Reçi          | Tjerr                | Olsa Toqi (m) e Florian Zyka (t)                         |
| Fatos Shabani     | Ty                   | Fatos Shabani (m & t)                                    |
| Festina Mejzini   | Kush je ti dashuri   | Flamur Shehu (m) e Jorgo Papingji (t)                    |
| Florent Abrashi   | Vajzë                | Bledi Shishmani (m & t)                                  |
| Franc Koruni      | E morën botën        | Franc Koruni (m & t)                                     |
| Giliola Haveriku  | E lirë               | Endrit Shani (m) ed Atina Laço (t)                       |
| Gjergj Kaçinari   | Më jep jetë          | Gjergj Kaçinari (m & t) ed Ilir Krasniqi (t)             |
| Inis Neziri       | Pendesë              | Inis Neziri (m) ed Elhaid Cufi (t)                       |
| Kamela Islamaj    | Ajo vajza            | Kamela Islamaj (m) ed Megi Hasani (t)                    |
| Kastro Zizo       | Vallja e jetës       | Klevis Bega (m & t)                                      |
| Klinti Çollaku    | Do t'ja dal          | Endrit Shani (m) e Pandi Laço (t)                        |
| Manjola Nallbani  | Ora e jetës          | Eriona Rushiti (m & t)                                   |
| Mirud             | Nëse vdes            | Durim Morina (m & t)                                     |
| Orgesa Zaimi      | Valixhja e kujtimeve | Gridi Kraja (m) ed Olti Curri (t)                        |
| Rosela Gjylbegu   | Vashëzo              | Eriona Rushiti (m) e Rosela Gjylbegu (t)                 |
| Sardi Strugaj     | Kam me t'ba me kajt  | Edesa Malci (m) e Sardi Strugaj (t)                      |
| Stefan Marena     | Meteor               | Gramoz Kozeli (m) e Klotilda Harka (t)                   |
| Viktor Tahiraj    | Nënë                 | Artur Dhamo (m) e Nexhip Seraj (t)                       |
| Wendi Mancaku     | Si ajo               | Wendi Mancaku (m) e Rozana Radi (t)                      |
| Xhesika Polo      | Më mbron             | Marko Polo (m), Aleksandër Seitaj (t) e Xhesika Polo (t) |

### Artisti ritornanti
Tra gli artisti partecipanti a questa edizione alcuni di essi avevano già partecipato in passato.
| Interprete        | Ultima partecipazione |
| ----------------- | --------------------- |
| Agim Poshka       | 2008                  |
| Anxhela Peristeri | 2001                  |
| Devis Xherahu     | 2019                  |
| Enxhi Nasufi      | 2015                  |
| Era Rusi          | 2019                  |
| Festina Mejzini   | 2016                  |
| Florent Abrashi   | 2015                  |
| Franc Koruni      | 2016                  |
| Inis Neziri       | 2017                  |
| Kamela Islamaj    | 2019                  |
| Kastro Zizzo      | 2019                  |
| Klinti Çollaku    | 2018                  |
| Manjola Nallbani  | 2017                  |
| Mirud             | 2018                  |
| Orgesa Zaimi      | 2018                  |
| Rosela Gjylbegu   | 2007                  |
| Viktor Tahiraj    | 1992                  |
| Wendi Mancaku     | 2019                  |
| Xhesika Polo      | 2017                  |

## Semifinali
Le semifinali sono state trasmesse il 21 e 22 dicembre 2020 alle ore 21:00 (CET) e sono state presentate da Blendi Salaj e Jonida Vokshi. Durante le semifinali gli artisti hanno presentato due versioni del proprio brano, rispettivamente la versione studio, durante la prima e una versione acustica durante la seconda.
| #  | Artista           | Brano                 |
| -- | ----------------- | --------------------- |
| 1  | Enxhi Nasufi      | Njësoj                |
| 2  | Franc Koruni      | E morën botën         |
| 3  | Giliola Haveriku  | E lirë                |
| 4  | Orgesa Zaimi      | Valixhja e kujtimeve  |
| 5  | Erik Lloshi       | Jo                    |
| 6  | Viktor Tahiraj    | Nënë                  |
| 7  | Agim Poshka       | Vendi im              |
| 8  | Kastro Zizo       | Vallja e jetës        |
| 9  | Wendi Mancaku     | Vesi i shpirti tim    |
| 10 | Gjergj Kaçinari   | Më jep jetë           |
| 11 | Era Rusi          | Zjarri im             |
| 12 | Devis Xherahu     | Peng                  |
| 13 | Stefan Marena     | Meteor                |
| 14 | Rosela Gjylbegu   | Vashëzo               |
| 15 | Sardi Strugaj     | Kam me t'ba me kajt   |
| 16 | Xhesika Polo      | Më mbron              |
| 17 | Florent Abrashi   | Vajzë                 |
| 18 | Fatos Shabani     | Ty                    |
| 19 | Anxhela Peristeri | Karma                 |
| 20 | Evi Reçi          | Tjerr                 |
| 21 | Inis Neziri       | Pendesë               |
| 22 | Klinti Çollaku    | Do t'ja dal           |
| 23 | Festina Mejzini   | Kush je ti dashuri    |
| 24 | Kamela Islamaj    | Kujtimet s'kanë formë |
| 25 | Mirud             | Nëse vdes             |

| #  | Artista           | Brano                 |
| -- | ----------------- | --------------------- |
| 1  | Florent Abrashi   | Vajzë                 |
| 2  | Stefan Marena     | Meteor                |
| 3  | Wendi Mancaku     | Vesi i shpirti tim    |
| 4  | Viktor Tahiraj    | Nënë                  |
| 5  | Sardi Strugaj     | Kam me t'ba me kajt   |
| 6  | Giliola Haveriku  | E lirë                |
| 7  | Kastro Zizo       | Vallja e jetës        |
| 8  | Agim Poshka       | Vendi im              |
| 9  | Evi Reçi          | Tjerr                 |
| 10 | Mirud             | Nëse vdes             |
| 11 | Festina Mejzini   | Kush je ti dashuri    |
| 12 | Anxhela Peristeri | Karma                 |
| 13 | Erik Lloshi       | Jo                    |
| 14 | Inis Neziri       | Pendesë               |
| 15 | Franc Koruni      | E morën botën         |
| 16 | Fatos Shabani     | Ty                    |
| 17 | Era Rusi          | Zjarri im             |
| 18 | Klinti Çollaku    | Do t'ja dal           |
| 19 | Devis Xherahu     | Peng                  |
| 20 | Xhesika Polo      | Më mbron              |
| 21 | Gjergj Kaçinari   | Më jep jetë           |
| 22 | Kamela Islamaj    | Kujtimet s'kanë formë |
| 23 | Enxhi Nasufi      | Njësoj                |
| 24 | Rosela Gjylbegu   | Vashëzo               |
| 25 | Orgesa Zaimi      | Valixhja e kujtimeve  |

## Finale
La finale è stata trasmessa il 23 dicembre 2020 alle ore 21:00 (CET) ed è stata presentata da Blendi Salaj e Jonida Vokshi.
| #  | Artista           | Brano                 |
| -- | ----------------- | --------------------- |
| 1  | Sardi Strugaj     | Kam me t'ba me kajt   |
| 2  | Xhesika Polo      | Më mbron              |
| 3  | Orgesa Zaimi      | Valixhja e kujtimeve  |
| 4  | Wendi Mancaku     | Vesi i shpirti tim    |
| 5  | Era Rusi          | Zjarri im             |
| 6  | Gjergj Kaçinari   | Më jep jetë           |
| 7  | Rosela Gjylbegu   | Vashëzo               |
| 8  | Devis Xherahu     | Peng                  |
| 9  | Mirud             | Nëse vdes             |
| 10 | Giliola Haveriku  | E lirë                |
| 11 | Viktor Tahiraj    | Nënë                  |
| 12 | Kamela Islamaj    | Kujtimet s'kanë formë |
| 13 | Florent Abrashi   | Vajzë                 |
| 14 | Inis Neziri       | Pendesë               |
| 15 | Evi Reçi          | Tjerr                 |
| 16 | Anxhela Peristeri | Karma                 |
| 17 | Festina Mejzini   | Kush je ti dashuri    |
| 18 | Kastro Zizo       | Vallja e jetës        |

## All'Eurovision Song Contest
Per promuovere la propria canzone, Anxhela Peristeri, ha preso parte all'Eurovision Spain Pre-Party at Home 2021 (24 aprile), all'Adriatic PreParty 2021 (1° maggio) e all'Italian Eurovision Party (13 maggio), tutti svoltisi online a causa della pandemia di COVID-19.
L'Albania si è esibita 11ª nella seconda semifinale del 20 maggio 2021, classificandosi 10ª con 112 punti e qualificandosi per la finale, dove esibendosi 2ª la nazione si è classificata 21ª con 57 punti.

### Giuria e commentatori
La giuria albanese è composta da:
- Aurel Thëllimi, cantante;
- Kastriot Tusha, tenore;
- Kejsi Tola, cantante;
- Rozana Radi, attrice e cantautrice;
- Sokol Marsi, compositore.

L'evento è stato trasmesso su RTSH 1, RTSH Muzikë e Radio Tirana, con il commento di Andri Xhahu. I voti della giuria nella finale sono stati annunciati sempre da Andri Xhahu.

### Voto
Nell'Eurovision Song Contest ogni nazione, tramite una giuria di esperti e il televoto, è chiamata ad esprimere un giudizio sulle canzoni partecipanti, assegnando un punteggio che va da 1 a 12 (escludendo 11 e 9) alle prime 10 classificate. Le classifiche di giuria e televoto sono separate.
Entrambi possono votare soltanto nella semifinale in cui gareggia la canzone selezionata e nella finale (a prescindere dalla qualifica), ma né la giuria né il televoto possono votare la propria nazione.

#### Punti assegnati all'Albania
| Giurie (8° con 74 punti)                   | Giurie (8° con 74 punti) | Giurie (8° con 74 punti) | Giurie (8° con 74 punti)                    | Giurie (8° con 74 punti)        |
| 12                                         | 10                       | 8                        | 7                                           | 6                               |
| ------------------------------------------ | ------------------------ | ------------------------ | ------------------------------------------- | ------------------------------- |
|                                            | - Danimarca              | - Portogallo             | - San Marino                                | - Grecia - Polonia              |
| 5                                          | 4                        | 3                        | 2                                           | 1                               |
| - Islanda - Lettonia - Moldavia - Svizzera | - Bulgaria - Finlandia   | - Austria                | - Estonia - Spagna                          | - Repubblica Ceca - Regno Unito |
| Televoto (11° con 38 punti)                |                          |                          |                                             |                                 |
| 12                                         | 10                       | 8                        | 7                                           | 6                               |
|                                            | - Grecia                 | - Svizzera               |                                             |                                 |
| 5                                          | 4                        | 3                        | 2                                           | 1                               |
|                                            | - Bulgaria               | - Finlandia - Francia    | - Austria - Georgia - Moldavia - San Marino | - Portogallo - Serbia           |

| Giurie (20° con 22 punti)   | Giurie (20° con 22 punti)     | Giurie (20° con 22 punti) | Giurie (20° con 22 punti) | Giurie (20° con 22 punti) |
| 12                          | 10                            | 8                         | 7                         | 6                         |
| --------------------------- | ----------------------------- | ------------------------- | ------------------------- | ------------------------- |
|                             | - Italia - Macedonia del Nord |                           | - Grecia - Svizzera       |                           |
| 5                           | 4                             | 3                         | 2                         | 1                         |
|                             |                               |                           |                           | - Croazia                 |
| Televoto (16° con 35 punti) |                               |                           |                           |                           |
| 12                          | 10                            | 8                         | 7                         | 6                         |
| - Malta                     |                               |                           | - Danimarca               |                           |
| 5                           | 4                             | 3                         | 2                         | 1                         |
|                             |                               |                           | - San Marino              | - Paesi Bassi             |

#### Punti assegnati dall'Albania
| Punti | Giuria     | Televoto   |
| ----- | ---------- | ---------- |
| 12    | Svizzera   | Svizzera   |
| 10    | Grecia     | Grecia     |
| 8     | San Marino | Bulgaria   |
| 7     | Austria    | San Marino |
| 6     | Finlandia  | Portogallo |
| 5     | Serbia     | Finlandia  |
| 4     | Islanda    | Serbia     |
| 3     | Moldavia   | Austria    |
| 2     | Bulgaria   | Danimarca  |
| 1     | Portogallo | Islanda    |

| Punti | Giuria      | Televoto  |
| ----- | ----------- | --------- |
| 12    | Svizzera    | Svizzera  |
| 10    | Francia     | Italia    |
| 8     | Malta       | Grecia    |
| 7     | Cipro       | Moldavia  |
| 6     | Grecia      | Francia   |
| 5     | San Marino  | Bulgaria  |
| 4     | Italia      | Ucraina   |
| 3     | Finlandia   | Finlandia |
| 2     | Azerbaigian | Cipro     |
| 1     | Serbia      | Svezia    |

#### Voti separati dei giurati
| Stato           | Giurato A | Giurato B | Giurato C | Giurato D | Giurato E | Posizione | Punti assegnati |
| --------------- | --------- | --------- | --------- | --------- | --------- | --------- | --------------- |
| Svizzera        | 1°        | 1°        | 1°        | 1°        | 1°        | 1°        | 12              |
| Grecia          | 3°        | 2°        | 4°        | 2°        | 4°        | 2°        | 10              |
| San Marino      | 4°        | 3°        | 2°        | 3°        | 5°        | 3°        | 8               |
| Austria         | 5°        | 9°        | 3°        | 10°       | 2°        | 4°        | 7               |
| Finlandia       | 2°        | 13°       | 7°        | 9°        | 3°        | 5°        | 6               |
| Serbia          | 6°        | 7°        | 5°        | 7°        | 7°        | 6°        | 5               |
| Islanda         | 8°        | 6°        | 8°        | 4°        | 8°        | 7°        | 4               |
| Moldavia        | 9°        | 5°        | 6°        | 5°        | 13°       | 8°        | 3               |
| Bulgaria        | 14°       | 4°        | 11°       | 6°        | 9°        | 9°        | 2               |
| Portogallo      | 7°        | 11°       | 9°        | 8°        | 10°       | 10°       | 1               |
| Lettonia        | 10°       | 10°       | 10°       | 11°       | 6°        | 11°       | -               |
| Estonia         | 16°       | 8°        | 12°       | 14°       | 15°       | 12°       | -               |
| Repubblica Ceca | 11°       | 16°       | 14°       | 15°       | 11°       | 13°       | -               |
| Georgia         | 13°       | 12°       | 13°       | 12°       | 16°       | 14°       | -               |
| Polonia         | 15°       | 15°       | 15°       | 13°       | 12°       | 15°       | -               |
| Danimarca       | 12°       | 14°       | 16°       | 16°       | 14°       | 16°       | -               |

| Stato       | Giurato A | Giurato B | Giurato C | Giurato D | Giurato E | Posizione | Punti assegnati |
| ----------- | --------- | --------- | --------- | --------- | --------- | --------- | --------------- |
| Svizzera    | 2°        | 1°        | 1°        | 1°        | 1°        | 1°        | 12              |
| Francia     | 1°        | 2°        | 2°        | 3°        | 2°        | 2°        | 10              |
| Malta       | 3°        | 7°        | 4°        | 2°        | 3°        | 3°        | 8               |
| Cipro       | 5°        | 3°        | 6°        | 4°        | 8°        | 4°        | 7               |
| Grecia      | 10°       | 4°        | 9°        | 5°        | 4°        | 5°        | 6               |
| San Marino  | 8°        | 5°        | 5°        | 6°        | 9°        | 6°        | 5               |
| Italia      | 4°        | 16°       | 3°        | 21°       | 7°        | 7°        | 4               |
| Finlandia   | 9°        | 6°        | 10°       | 7°        | 12°       | 8°        | 3               |
| Azerbaigian | 6°        | 14°       | 8°        | 23°       | 5°        | 9°        | 2               |
| Serbia      | 11°       | 11°       | 7°        | 17°       | 6°        | 10°       | 1               |
| Islanda     | 13°       | 8°        | 11°       | 10°       | 11°       | 11°       | -               |
| Israele     | 7°        | 13°       | 12°       | 9°        | 16°       | 12°       | -               |
| Germania    | 15°       | 18°       | 22°       | 12°       | 10°       | 13°       | -               |
| Russia      | 14°       | 15°       | 13°       | 18°       | 13°       | 14°       | -               |
| Svezia      | 19°       | 10°       | 16°       | 14°       | 19°       | 15°       | -               |
| Lituania    | 18°       | 9°        | 20°       | 15°       | 22°       | 16°       | -               |
| Bulgaria    | 25°       | 22°       | 24°       | 8°        | 21°       | 17°       | -               |
| Portogallo  | 12°       | 21°       | 17°       | 20°       | 15°       | 18°       | -               |
| Spagna      | 21°       | 12°       | 19°       | 16°       | 18°       | 19°       | -               |
| Moldavia    | 24°       | 25°       | 23°       | 11°       | 20°       | 20°       | -               |
| Ucraina     | 16°       | 20°       | 15°       | 25°       | 17°       | 21°       | -               |
| Paesi Bassi | 23°       | 17°       | 18°       | 24°       | 14°       | 22°       | -               |
| Norvegia    | 20°       | 19°       | 25°       | 13°       | 23°       | 23°       | -               |
| Regno Unito | 17°       | 24°       | 14°       | 22°       | 24°       | 24°       | -               |
| Belgio      | 22°       | 23°       | 21°       | 19°       | 25°       | 25°       | -               |